# 山口県第3区
山口県第3区（やまぐちけんだい3く）は、日本の衆議院議員総選挙における選挙区。1994年（平成6年）の公職選挙法改正で設置。

## 区域

### 現在の区域
2022年（令和4年）公職選挙法改正以降の区域は以下のとおりである。山口市の一部と宇部市を除いた旧3区と旧4区の全域をもって、新3区を設置した。
- 下関市
- 萩市
- 長門市
- 美祢市
- 山陽小野田市
- 阿武郡

### 2022年以前の区域
2013年（平成25年）公職選挙法改正から2022年の小選挙区改定までの区域は以下のとおりである。
- 宇部市
- 山口市（旧阿東町域）
- 萩市
- 美祢市
- 山陽小野田市
- 阿武郡

1994年（平成6年）公職選挙法改正から2013年の小選挙区改定までの区域は以下のとおりである。
- 宇部市
- 萩市
- 小野田市
- 美祢市
- 厚狭郡
- 美祢郡
- 阿武郡

## 歴史
中選挙区の旧山口1区時代を含めて自由民主党の強い保守王国である。第3区においては、旧山口1区選出議員のうち唯一宇部・萩地域を地盤とし、内閣官房長官や衆院予算委員長、党選対委員長を歴任した河村建夫が他候補を圧倒する事実上の無風区となっていた。
一方、2012年（平成24年）以降は参議院議員の林芳正が当選挙区への鞍替えに意欲を示し、同年の第46回衆議院議員総選挙で自由民主党山口県連の役員らは林を公認候補とするよう党本部と河村に要請したが、河村は「全力を尽くして3区の議席を確保する」と反発。県連役員らは林の公認を求めて自由民主党副総裁の大島理森と面会したが、大島は「現職の議員が、他の院の選挙区には立候補できない」とする党選挙対策要綱を示した上で「公認は無理」と返答。党本部は河村を公認し、林は同選挙での3区出馬を断念した。
この余波が3区内の地方選挙に波及し、2017年（平成29年）、林は河村の出身地である萩市の市長選挙において、自民党推薦を受けた現職の野村興児の対立候補である藤道健二を支援し、藤道が当選。2020年（令和2年）、美祢市長選挙において河村が支援する現職の西岡晃を退けて林が支援した篠田洋司が当選。さらに同年の宇部市長選挙において林の元秘書である篠﨑圭二が当選。また、山陽小野田市長の藤田剛二は林を支援する山口県議会議長の柳居俊学の仲介で自民党に入党し、数年間で3区内の全ての市長が林に近い立場の人物へ交代した状況から中国新聞は林による「陣取り」と報じた。
| 年     | 選挙                   | 林に近い候補 | 当選 | 河村に近い候補 |
| ------ | ---------------------- | ------------ | ---- | -------------- |
| 2017年 | 萩市長選挙             | 藤道健二     | 藤道 | 野村興児       |
| 2019年 | 美祢市長選挙（出直し） | 篠田洋司     | 西岡 | 西岡晃         |
| 2020年 | 美祢市長選挙           | 篠田洋司     | 篠田 | 西岡晃         |
| 2020年 | 宇部市長選挙           | 篠﨑圭二     | 篠﨑 | 望月知子       |
| 2021年 | 萩市長選挙             | 藤道健二     | 田中 | 田中文夫       |

2021年（令和3年）7月、林は第49回衆議院議員総選挙で当選挙区への鞍替えを正式に発表し、参議院議員を辞職。地元県議も林の支援を表明し、柳居俊学山口県議会議長名で自民党山口県連として林を全面支援する方針を記した文書が地域支部に送られた。河村は「現職優先」とした上で「党本部の公認に漏れた方が（立候補を）辞退するのが小選挙区制のあり方」「私も公認されなければ辞退する」と発言し林を牽制していたが、自民党本部が実施した情勢調査において圧倒的優位とされた林が党の公認を得たこともあり、河村は出馬を断念。選挙の結果、林が初当選した。林は外務大臣に就任し露出度・知名度が一気に上がった。
なお、2022年6月に衆議院議員選挙区画定審議会において勧告された衆議院小選挙区の区割り見直し案により、それまでの山口3区は宇部市と山口市（旧阿東町域）を旧・山口1区の西半分である山口市（旧阿東町域を除く全域）・防府市と合わせて新たな「山口県第1区」とし、それ以外の萩市・美祢市・山陽小野田市・阿武郡が現・山口4区の区域（下関市・長門市）と合わせて新たに「山口県第3区」となった。

## 小選挙区選出議員
| 選挙名                 | 年                 | 当選者   | 党派       | 備考   |
| ---------------------- | ------------------ | -------- | ---------- | ------ |
| 第41回衆議院議員総選挙 | 1996年（平成8年）  | 河村建夫 | 自由民主党 | 旧区域 |
| 第42回衆議院議員総選挙 | 2000年（平成12年） | 河村建夫 | 自由民主党 | 旧区域 |
| 第43回衆議院議員総選挙 | 2003年（平成15年） | 河村建夫 | 自由民主党 | 旧区域 |
| 第44回衆議院議員総選挙 | 2005年（平成17年） | 河村建夫 | 自由民主党 | 旧区域 |
| 第45回衆議院議員総選挙 | 2009年（平成21年） | 河村建夫 | 自由民主党 | 旧区域 |
| 第46回衆議院議員総選挙 | 2012年（平成24年） | 河村建夫 | 自由民主党 | 旧区域 |
| 第47回衆議院議員総選挙 | 2014年（平成26年） | 河村建夫 | 自由民主党 | 旧区域 |
| 第48回衆議院議員総選挙 | 2017年（平成29年） | 河村建夫 | 自由民主党 | 旧区域 |
| 第49回衆議院議員総選挙 | 2021年（令和3年）  | 林芳正   | 自由民主党 | 旧区域 |
| 第50回衆議院議員総選挙 | 2024年（令和6年）  | 林芳正   | 自由民主党 |        |

## 選挙結果
時の内閣：第1次石破内閣 解散日：2024年10月9日 公示日：2024年10月15日
当日有権者数：34万2813人 最終投票率：50.43%（前回比：0.29%） （全国投票率：53.85%（2.08%））
| 当落 | 候補者名 | 年齢 | 所属党派     | 新旧 | 得票数    | 得票率 | 惜敗率 | 推薦・支持 | 重複 |
| ---- | -------- | ---- | ------------ | ---- | --------- | ------ | ------ | ---------- | ---- |
| 当   | 林芳正   | 63   | 自由民主党   | 前   | 115,687票 | 69.67% | ――     | 公明党推薦 | ○    |
|      | 伊藤博文 | 55   | 日本維新の会 | 新   | 32,259票  | 19.43% | 27.88% |            | ○    |
|      | 吹上政子 | 69   | 日本共産党   | 新   | 18,105票  | 10.90% | 15.65% |            |      |

時の内閣：第1次岸田内閣 解散日：2021年10月14日 公示日：2021年10月19日
当日有権者数：25万6039人 最終投票率：50.14%（前回比：5.39%） （全国投票率：55.93%（2.25%））
| 当落 | 候補者名 | 年齢 | 所属党派   | 新旧 | 得票数   | 得票率 | 惜敗率 | 推薦・支持 | 重複 |
| ---- | -------- | ---- | ---------- | ---- | -------- | ------ | ------ | ---------- | ---- |
| 当   | 林芳正   | 60   | 自由民主党 | 新   | 96,983票 | 76.94% | ――     | 公明党推薦 | ○    |
|      | 坂本史子 | 66   | 立憲民主党 | 新   | 29,073票 | 23.06% | 29.98% |            | ○    |

時の内閣：第3次安倍第3次改造内閣 解散日：2017年9月28日 公示日：2017年10月10日
当日有権者数：26万7356人 最終投票率：55.53%（前回比：3.33%） （全国投票率：53.68%（1.02%））
| 当落 | 候補者名 | 年齢 | 所属党派   | 新旧 | 得票数    | 得票率 | 惜敗率 | 推薦・支持     | 重複 |
| ---- | -------- | ---- | ---------- | ---- | --------- | ------ | ------ | -------------- | ---- |
| 当   | 河村建夫 | 74   | 自由民主党 | 前   | 103,173票 | 71.32% | ――     | 公明党推薦     |      |
|      | 坂本史子 | 62   | 立憲民主党 | 新   | 41,497票  | 28.68% | 40.22% | 社会民主党推薦 | ○    |

時の内閣：第2次安倍改造内閣 解散日：2014年11月21日 公示日：2014年12月2日
当日有権者数：26万8385人 最終投票率：52.20%（前回比：5.78%） （全国投票率：52.66%（6.66%））
| 当落 | 候補者名 | 年齢 | 所属党派   | 新旧 | 得票数   | 得票率 | 惜敗率 | 推薦・支持 | 重複 |
| ---- | -------- | ---- | ---------- | ---- | -------- | ------ | ------ | ---------- | ---- |
| 当   | 河村建夫 | 72   | 自由民主党 | 前   | 93,248票 | 68.37% | ――     | 公明党     | ○    |
|      | 三浦昇   | 44   | 民主党     | 元   | 29,329票 | 21.50% | 31.45% |            | ○    |
|      | 藤井岳司 | 28   | 日本共産党 | 新   | 13,818票 | 10.13% | 14.82% |            |      |

時の内閣：野田第3次改造内閣 解散日：2012年11月16日 公示日：2012年12月4日
当日有権者数：27万2343人 最終投票率：57.98%（前回比：12.34%） （全国投票率：59.32%（9.96%））
| 当落 | 候補者名   | 年齢 | 所属党派   | 新旧 | 得票数    | 得票率 | 惜敗率 | 推薦・支持 | 重複 |
| ---- | ---------- | ---- | ---------- | ---- | --------- | ------ | ------ | ---------- | ---- |
| 当   | 河村建夫   | 70   | 自由民主党 | 前   | 107,833票 | 70.85% | ――     |            | ○    |
|      | 中屋大介   | 34   | 民主党     | 前   | 28,663票  | 18.83% | 26.58% |            | ○    |
|      | 五十嵐仁美 | 51   | 日本共産党 | 新   | 15,709票  | 10.32% | 14.57% |            |      |

- 中屋は前回選挙は比例九州ブロック単独で落選後繰り上げ当選。

時の内閣：麻生内閣 解散日：2009年7月21日 公示日：2009年8月18日
当日有権者数：27万8585人 最終投票率：70.32%（前回比：2.29%） （全国投票率：69.28%（1.77%））
| 当落 | 候補者名 | 年齢 | 所属党派   | 新旧 | 得票数    | 得票率 | 惜敗率 | 推薦・支持 | 重複 |
| ---- | -------- | ---- | ---------- | ---- | --------- | ------ | ------ | ---------- | ---- |
| 当   | 河村建夫 | 66   | 自由民主党 | 前   | 115,757票 | 60.08% | ――     |            | ○    |
|      | 三浦昇   | 39   | 民主党     | 新   | 73,760票  | 38.28% | 63.72% |            | ○    |
|      | 津田修一 | 46   | 幸福実現党 | 新   | 3,159票   | 1.64%  | 2.73%  |            |      |

- 三浦はのちに高邑勉の山口県知事選挙出馬に伴い繰り上げ当選。

時の内閣：第2次小泉改造内閣 解散日：2005年8月8日 公示日：2005年8月30日
当日有権者数：28万5401人 最終投票率：68.03%（前回比：4.89%） （全国投票率：67.51%（7.65%））
| 当落 | 候補者名 | 年齢 | 所属党派   | 新旧 | 得票数    | 得票率 | 惜敗率 | 推薦・支持 | 重複 |
| ---- | -------- | ---- | ---------- | ---- | --------- | ------ | ------ | ---------- | ---- |
| 当   | 河村建夫 | 62   | 自由民主党 | 前   | 118,412票 | 62.21% | ――     |            | ○    |
|      | 三浦昇   | 35   | 民主党     | 新   | 55,815票  | 29.32% | 47.14% |            | ○    |
|      | 五島博   | 49   | 日本共産党 | 新   | 16,124票  | 8.47%  | 13.62% |            |      |

時の内閣：第1次小泉第2次改造内閣 解散日：2003年10月10日 公示日：2003年10月28日
当日有権者数：28万6993人 最終投票率：63.14%（前回比：1.74%） （全国投票率：59.86%（2.63%））
| 当落 | 候補者名 | 年齢 | 所属党派   | 新旧 | 得票数    | 得票率 | 惜敗率 | 推薦・支持 | 重複 |
| ---- | -------- | ---- | ---------- | ---- | --------- | ------ | ------ | ---------- | ---- |
| 当   | 河村建夫 | 61   | 自由民主党 | 前   | 111,658票 | 63.25% | ――     |            | ○    |
|      | 岩本晋   | 60   | 民主党     | 新   | 50,975票  | 28.87% | 45.65% |            | ○    |
|      | 田中照久 | 31   | 日本共産党 | 新   | 13,909票  | 7.88%  | 12.46% |            |      |

時の内閣：第1次森内閣 解散日：2000年6月2日 公示日：2000年6月13日 最終投票率：64.88% （全国投票率：62.49%（2.84%））
| 当落 | 候補者名   | 年齢 | 所属党派   | 新旧 | 得票数    | 得票率 | 惜敗率 | 推薦・支持 | 重複 |
| ---- | ---------- | ---- | ---------- | ---- | --------- | ------ | ------ | ---------- | ---- |
| 当   | 河村建夫   | 57   | 自由民主党 | 前   | 120,527票 | 68.07% | ――     |            | ○    |
|      | 菖蒲順一郎 | 42   | 日本共産党 | 新   | 38,507票  | 21.75% | 31.95% |            |      |
|      | 佐々木信夫 | 61   | 自由連合   | 新   | 18,022票  | 10.18% | 14.95% |            |      |

時の内閣：第1次橋本内閣 解散日：1996年9月27日 公示日：1996年10月8日 （全国投票率：59.65%（8.11%））
| 当落 | 候補者名   | 年齢 | 所属党派   | 新旧 | 得票数    | 得票率 | 惜敗率 | 推薦・支持 | 重複 |
| ---- | ---------- | ---- | ---------- | ---- | --------- | ------ | ------ | ---------- | ---- |
| 当   | 河村建夫   | 53   | 自由民主党 | 前   | 108,995票 | 69.53% | ――     |            | ○    |
|      | 天満屋是清 | 60   | 日本共産党 | 新   | 29,337票  | 18.71% | 26.92% |            |      |
|      | 佐々木信夫 | 58   | 無所属     | 新   | 12,834票  | 8.19%  | 11.77% |            | ×    |
|      | 伊藤悦雄   | 47   | 無所属     | 新   | 5,599票   | 3.57%  | 5.14%  |            | ×    |